# Campeonato Europeu de Beisebol de 1955
O Campeonato Europeu de Beisebol de 1955 foi a 2º edição do principal torneio entre seleções nacionais de beisebol da Europa. O campeão foi a Espanha, que conquistou seu 1º título na história da competição. O torneio foi sediado na Espanha.